# Samsung Galaxy Trend 2 Lite
Samsung Galaxy Trend 2 Lite é um smartphone de gama baixa lançado por Samsung Electronics. Como outros smartphones da Samsung Galaxy, ele roda o sistema operacional Android. Foi lançado na mesma altura em que a Samsung consolidou toda a gama Galaxy com os modelos das séries A e J.

## Especificações

### Hardware
O Samsung Galaxy Trend 2 Lite é alimentado por Spreadtrum SC8830 system-on chip com um processador de 32-bit de 1.2 GHz e ARM Mali de 400 MP. Tem um ecrã tátil de 4 polegadas TFT LCD. O telemóvel tem capacidades 3G+, embora tenha uma ranhura para cartão microSIM. Tem uma bateria amovível.

#### Câmara
O Galaxy Trend 2 Lite tem uma câmera de 3,2 megapixéis com flash LED e não tem câmera frontal. A câmara traseira tem 4 modos de disparo. Pode gravar vídeos de 480p a 24 fps.

#### Memória e armazenamento
O Galaxy Trend 2 Lite tem 512 MB de RAM e 4GB de armazenamento interno. Suporta cartões MicroSD amovíveis para expansão do armazenamento até 64 GB.

### Software
O dispositivo funciona com Android 4.4.4 KitKat com a interface de utilizador TouchWiz Essence UX da Samsung. Essence UX da Samsung.